# Farzan Athari
 (mai 2014).
Si vous disposez d'ouvrages ou d'articles de référence ou si vous connaissez des sites web de qualité traitant du thème abordé ici, merci de compléter l'article en donnant les références utiles à sa vérifiabilité et en les liant à la section « Notes et références ».
Farzan Athari (en persan : فرزان اطهری), né le 26 juin 1984 à Téhéran, est un mannequin de mode iranien et un acteur de télévision en Suède.
Il est reconnu comme un des meilleurs mannequins masculins internationaux au monde. Athari a été dans dix-neuf pays différents et a représenté plus de cinquante marques. Il est le premier mannequin masculin international à signer un contrat de mannequin en Iran.

## Carrière
- Lightnex Cream Campaign & Tv-commercial (Royaume-Uni)
- LG campaign Billboard (Chine)
- GAS (Italie)
- Bruin Golf (Allemagne)
- Roco Baroco (Suède)
- Ai Deng Bao (Chine)
- Charles Jourdan & Guy Laroche (France)
- ELLE homme (France)
- Energie (Italie)
- Nike pour Edgars Tv-commercial (Afrique du Sud)
- DAKS (Royaume-Uni)
- Soviet camapaign Billboard (Afrique du Sud)
- Hacoupian print campaign & TV-Commercial (Iran)
- Mark Fairwhale (Chine)
- Hero Honda Tv-commercial (Inde)

Men's Health (Couverture) | J.Hampstead | Carducci | Smirnoff Black | Paris |Danone Yogurt (TV-commercial) | Parx (Campaign) | FaleNio | Zoranzi | Diem Rocche | Erdose | Diesel | Lighting Show | Nivea Shaving Cream | Lancetti | Eurosuit | TAJ Hotel | L'Officiell | Men's Health | Globus (Campaign) | Tata Indica XL (TV-commercial) | JW Marriott Hotel ...etc

## Prix
- Gagnant du prix du mannequin masculin de couverture de l’année pour Men's Health (2007)
- Gagnant du prix du mannequin masculin de couverture de l’année à Bridal Africa Shows (2006)
- Concours international du mannequin masculin de mode (2005) (Parmi les 48 compétiteurs de différents pays, Farzan Athari a remporté le prix du choix du public)